# ماکس اشملینگ هاله
ماکس اشملینگ هاله (آلمانی: Max-Schmeling-Halle) ورزشگاه چند منظوره در برلین آلمان است که به افتخار بوکسور مشهور آلمانی ماکس اشملینگ نامگذاری شده است. جدای از مرسدس بنز آرنا و والدورم، یکی از بزرگترین ورزشگاه های سرپوشیده برلین به شمار می‌آید و از ۸۸۶۱ تا ۱۲۰۰۰ نفر گنجایش دارد.
مراسم افتتاحیه این ورزشگاه در تاریخ ۱۴ دسامبر سال ۱۹۹۶، با حضور ماکس اشملینگ برگزار شد.